# UFC on ESPN: Sandhagen vs. Figueiredo
UFC on ESPN: Sandhagen vs. Figueiredo (também conhecido como UFC on ESPN 67) foi um evento de artes marciais mistas produzido pelo Ultimate Fighting Championship que aconteceu em 3 de maio de 2025 no Wells Fargo Arena em Des Moines, Iowa, Estados Unidos.

## Contexto
O evento marcou a estreia do UFC em Des Moines e a primeira visita do UFC ao estado de Iowa desde o UFC 26 em junho de 2000.
Uma luta no peso-galo entre o ex-desafiante interino ao cinturão Cory Sandhagen e o ex-bicampeão dos moscas do UFC Deiveson Figueiredo foi a atração principal da noite.
Uma luta também no peso-galo entre o ex-desafiante ao cinturão Marlon Vera e Mario Bautista foi originalmente marcada para este evento, mas foi posteriormente transferida para o UFC 316 por motivos não revelados.
Uma luta no peso-pena entre Trevor Peek e Lee Jeong-yeong estava prevista para o card, mas foi cancelada após Peek sofrer uma fratura na perna. Lee acabou sendo reagendado para enfrentar outro adversário no UFC 315.
Junior Tafa era esperado para enfrentar Tuco Tokkos em uma luta no peso meio-pesado no card principal. No entanto, Tafa se retirou do evento no fim de abril devido a uma lesão. Em seguida, foi anunciado que Tokkos também não poderia competir devido a lesão. A luta foi posteriormente remarcada para o UFC on ESPN: Lewis vs. Teixeira em julho.

## Prêmios de bônus
Os seguintes lutadores receberam bônus de US$ 50.000.
- Luta da Noite: Nenhum bônus concedido.
- Desempenho da Noite: Cory Sandhagen, Reinier de Ridder, Azamat Bekoev e Quang Le